# Грузское (Кролевецкий район)
Грузское (укр. Грузьке) — село,
Гружчанский сельский совет,
Кролевецкий район,
Сумская область,
Украина.
Код КОАТУУ — 5922682601. Население по переписи 2001 года составляло 881 человек .
Является административным центром Гружчанского сельского совета, в который, кроме того, входят сёла
Мостище и
Тарасовка.

## Географическое положение
Село Грузское находится в 2-х км от правого берега реки Реть.
На расстоянии в 1,5 км расположены сёла Мостище и Тарасовка.
По селу протекает пересыхающий ручей с запрудой.
Село окружено лесным массивом (дуб).
Рядом проходят автомобильная дорога Т-1907 и
железная дорога, станция Реть в 3,5 км.

## История
Село Грузское известно с 60-х годов XVII века.
Известно что село было во владении представителей таких родов как  Голуби и Маковские.
В 1922 году, после большевицкого переворота, в селе было создано колгоспы "Большевик" и "Красный трудовик"
Во время  Великой Отечественной войны было мобилизовано 437 жителей села.
В 1990 году в селе действовали детский сад, общежитие на 100 мест, дом культуры и школа на 162 места.